# Martensius bromackerensis
Martensius bromackerensis és una espècie extinta de sinàpsid de la família dels casèids que visqué en allò que avui en dia és Europa durant el Permià inferior, fa entre 279,3 i 290,1 milions d'anys. Se n'han trobat fòssils a l'estat alemany de Turíngia. Es tracta de l'única espècie del gènere Martensius. Els espècimens joves tenien dents adaptades a una dieta insectívora, mentre que els adults en tenien per a una dieta omnívora. El nom genèric Martensius fou elegit en honor del Dr. Thomas Martens, mentre que el nom específic bromackerensis es refereix a la pedrera de Bromacker, la localitat tipus d'aquesta espècie.